# Chrysosoma inops
Chrysosoma inops är en tvåvingeart som beskrevs av Octave Parent 1929. Chrysosoma inops ingår i släktet Chrysosoma och familjen styltflugor. Inga underarter finns listade i Catalogue of Life.